# Kätkätunturi (kulle, lat 68,33, long 25,12)
Kätkätunturi är en kulle i Finland.   Den ligger i den ekonomiska regionen  Fjäll-Lappland  och landskapet Lappland, i den norra delen av landet, 900 km norr om huvudstaden Helsingfors. Toppen på Kätkätunturi är 510 meter över havet.
Terrängen runt Kätkätunturi är huvudsakligen platt. Kätkätunturi är den högsta punkten i trakten. Trakten runt Kätkätunturi är nära nog obefolkad, med mindre än två invånare per kvadratkilometer. Det finns inga samhällen i närheten. Omgivningarna runt Kätkätunturi är i huvudsak ett öppet busklandskap.